# Oued Taria (distrito)
Oued Taria é um distrito localizado na província de Mascara, Argélia, e cuja capital é a cidade de mesmo nome. A população total do distrito era de 18 450 habitantes, em 2008.[carece de fontes?]

## Comunas
O distrito é composto por duas comunas:
- Oued Taria
- Guerdjoum